# 미국 국방부

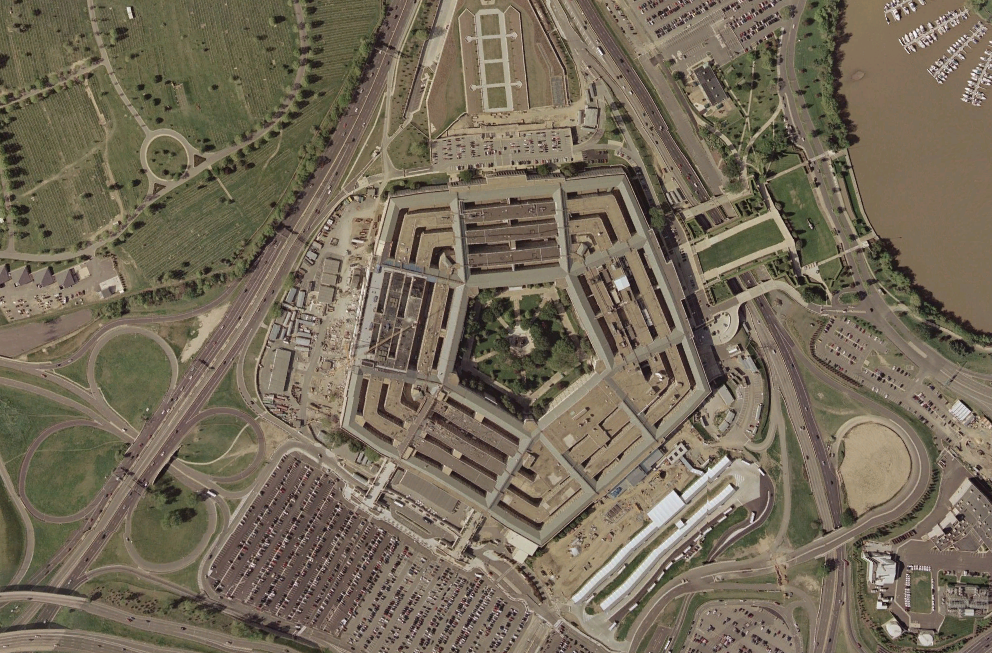
미국 국방부 건물. 단일건물로는 세계 최대.

미국 국방부(美國國防部, 영어: United States Department of Defense, DoD)는 미국의 방위를 담당하는 정부 기관으로, 이전의 육군부 및 해군부가 있었으나 공군부가 설치되면서 이를 통솔할 국방부가 설치되었고 육, 해, 공군부 장관은 국방부 산하부서로 배치되었다. 국방부는 육군, 해군, 공군, 해병대 및 우주군을 모두 총괄한다. 본부는 버지니아주에 위치한 펜타곤에 위치해 있으며, 펜타곤이라는 이름을 국방부를 가리키는 데 쓰기도 한다. 현재 미국의 국방부 장관은 피트 헤그세스이다.

### 합동참모

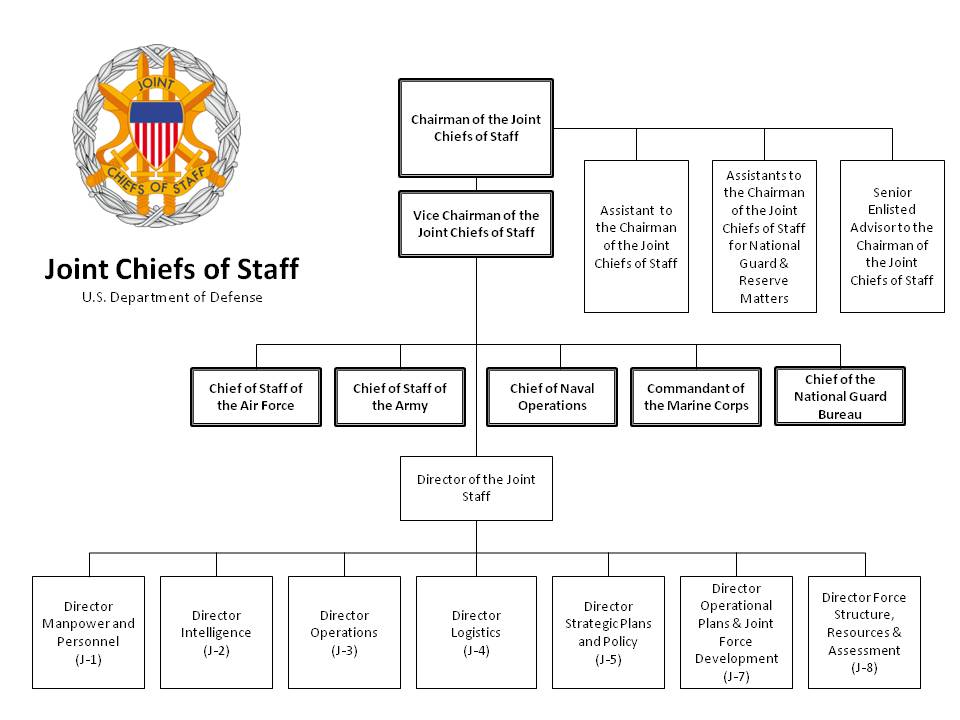
미국 합동참모의 조직 구조, 2012년

## 건축
- 1941년 8월 11일 공사를 시작하여 1000여명의 건축 기사와 만 4천 명의 노동자가 주야에 걸친 공사로 1943년 1월 15일 완공.
- 총 건축 예산: 8천 5백만 달러.
- 규모: 높이 23 미터의 5층 건물로 둘러싸인 오각형의 성과 같은 건축구조로서 총 복도의 길이는 25킬로미터로서 단일 건축물로서는 세계에서 가장 큰 건물로 알려져 있다.

## 위치
미국 국방부의 본부인 펜타곤은 워싱턴 D.C.의 포토맥강에서 왼편으로 1.2km 떨어져 있으며 위로는 알링턴 국립묘지를 두고 있으며, 아래로는 로널드 레이건 워싱턴 국제 공항을 마주보고 있다.

## 펜타곤 건립 후 치른 전쟁(비공식 제외)과 전사자(실종자 제외)
- 제2차 세계 대전 (1941년~1945년): 407,316명 전사
- 한국전쟁 (1950년~1953년): 36,634명 전사
- 베트남 전쟁 (1964년~1975년): 58,168명 전사
- 걸프 전쟁 (1990년~1991년): 293명 전사
- 아프가니스탄 전쟁 (2001년~2014년): 120명 전사
- 이라크 전쟁 (2003년~2004년): 795명

## 조직 구조

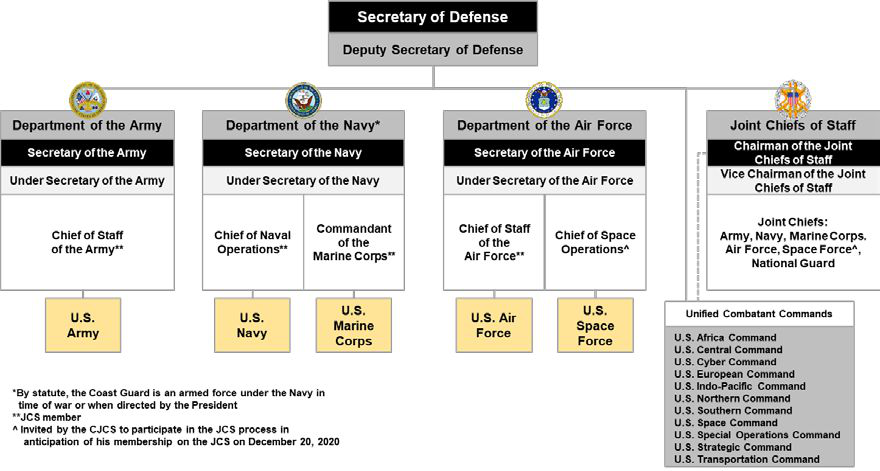
우주군이 설립된 이후의 국방부 조직, 2020년

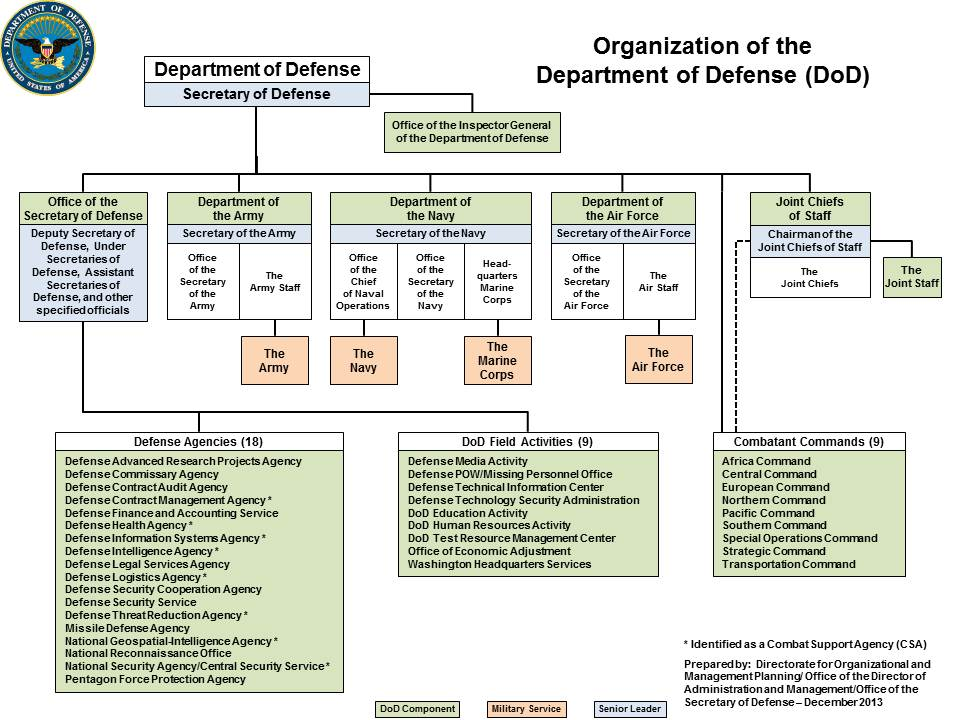
국방부 조직, 2013년

### 국방부 장관실

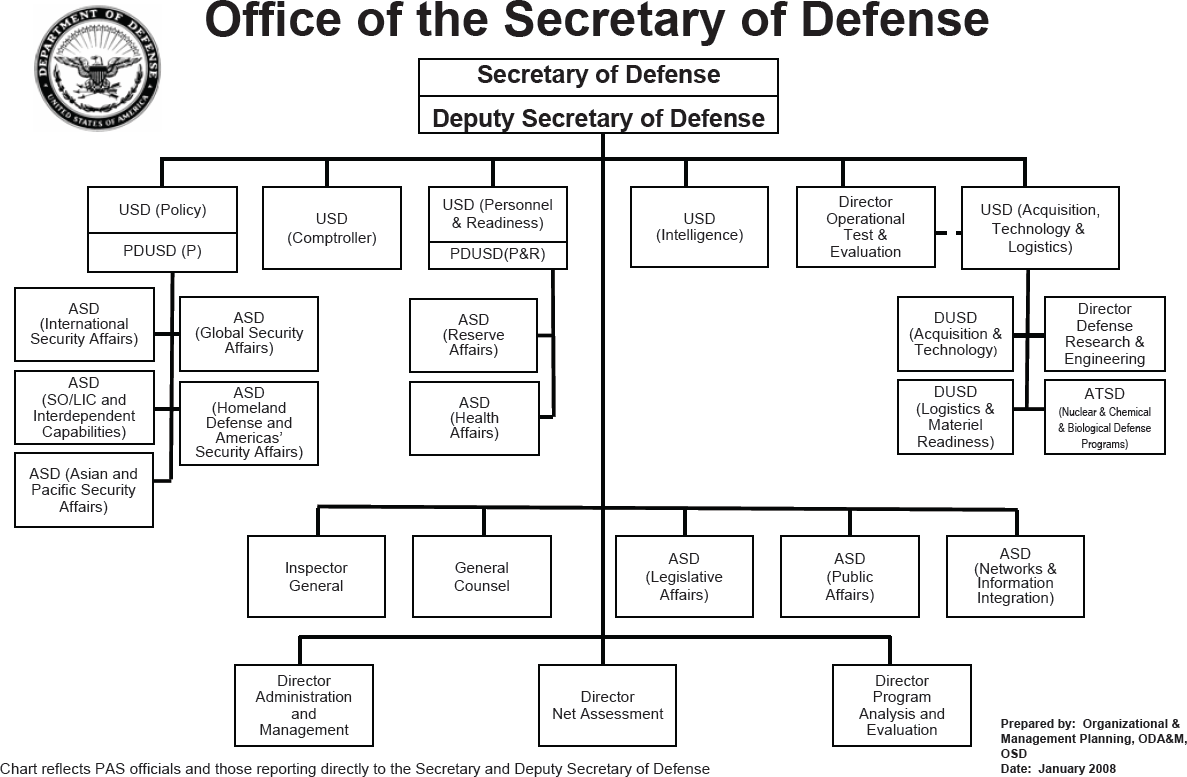
국방부 장관실의 조직 차트, 2008년

#### 국방기관
- 국군방사선생물학연구소(AFRRI)
- 국방부 교육처(DoDEA)
- 국방고등연구계획국(DARPA)
- 국방병참국(DeCA)
- 국방계약감사국(DCAA)
- 국방재무회계근무대(DFAS)
- 국방정보체계국(DISA)
- 국방법률근무국(DLSA)
- 국방POW/MIA회계국(DPAA)
- 국방안보협력국(DSCA)
- 국방방첩보안국(DCSA)
- 국방기술정보원(DTIC)
- 우주개발국(SDA)
- 전투지원국
  - 국방계약관리국(DCMA)
  - 국방보건국(DHA)
  - 국방정보체계국DISA)
  - 국방정보국(DIA)
  - 국방군수국(DLA)
  - 국방위협감소국(DTRA)
  - 국가지리정보국(NGA)
  - 국가안보국/중앙보안국(NSA/CSS)

#### 국가정보기관

국방부 산하 국가정보기관과 기관의 문장
국방정보국
국가지리정보국
국가정찰국
국가안보국

### 군사행정부
1. 미국 육군부에 미국 육군이 조직되어있음.
2. 미국 해군부에 미국 해군과 미국 해병대가 조직되어있다.
3. 미국 공군부에 미국 공군과 미국 우주군이 조직되어있다.

### 통합전투사령부

통합전투사령부의 책임지역의 범위와 역할, 2019년

현재 통합전투사령부는 책임지역으로도 알려진 지질할적 기반, 그리고 기능 기반으로 구분되어 있다. 군사 작전 중의 지휘계통은 대통령으로부터 국방장관이 통합전투사령관에게 내리게 된다.
- 지역별
  - 미국 남부사령부
  - 미국 북부사령부
  - 미국 인도-태평양 사령부
  - 미국 유럽 사령부
  - 미국 아프리카 사령부
  - 미국 중부사령부
- 기능별
  - 미국 사이버사령부
  - 미국 수송사령부
  - 미국 전략사령부
  - 미국 우주사령부

## 같이 보기
- 군수산업
- 군산 복합체
- 핵무기
- 민간군사기업
- 미국 국토안보부
- 미국 법무부
- 미국 제대군인부
- 미국의 군사
- 아시아-태평양 안보연구소(en:Asia-Pacific Center for Security Studies, APCSS) - 美하와이 호놀루루에 있는 국방부 산하 안보연구소